# الفرضية الأناضولية
الفرضية الأناضولية، وتُعرف أيضًا باسم النظرية الأناضولية أو نظرية المزارِع المستقِر، هي فرضية وضعها أولًا عالم الآثار البريطاني كولن رينفرو في عام 1987، وتقترح أن تفرّق وانتشار الهنود الأوروبيين البدائيين بدأ أولًا في الأناضول إبان العصر الحجري الحديث. تُعد هذه الفرضية المنافس الرئيس لفرضية كورغان، أو نظرية السهوب، والأخيرة هي التي تتمتع بحظوة أكاديمية أكبر.

## وصف
تقترح الفرضية الأناضولية فكرةً مفادها أن متحدثي اللغات الهندو أوروبية البدائية عاشوا في الأناضول إبان العصر الحجري الحديث، وتربط بين انتشار اللغات الهندو أوروبية التاريخية وتوسّعها إبان الثورة الزراعية في الألفيّتين السابعة والسادسة قبل الميلاد.
تدّعي الفرضية أن اللغات الهندو أوروبية بدأت انتشارها سلميًا، عبر الانتشار الديموغرافي، حتى وصلت إلى أوروبا من آسيا الصغرى نحو العام 7000 قبل الميلاد بالتزامن مع التقدّم الزراعي في العصر الحجري الحديث (الثورة الزراعية). وفق هذا الادعاء، تحدّث معظم سكان أوروبا في العصر الحجري الحديث اللغات الهندو أوروبية أساسًا، ثمّ أدت الهجرات اللاحقة إلى استبدال الأصناف السائدة من اللغات الهندو أوروبية بأصناف أخرى من اللغات الهندو أوروبية أيضًا.
أدّى توسّع الزراعة ووصولها من الشرق الأوسط إلى انتشار 3 عائلات لغوية: اللغات الهندو أوروبية في أوروبا، واللغات الدرافيدية في باكستان والهند، واللغات الأفريقية الآسيوية في شبه الجزيرة العربية وشمال إفريقيا. أعاد رينفرو تنقيح فرضيته ردًا على الانتقادات، إلى درجة اتخاذه موقفًا صريحًا من اللغات الهندو حيثية. بعد إعادة تنقيح فرضيته، أرجع رينفرو أصل اللغة الهندو أوروبية ما قبل البدائية إلى الألفية السابعة قبل الميلاد في الأناضول، مقترحًا أن منطقة الأناضول هي أصل اللغات الهندو أوروبية البدائية التي نشأت في البلقان نحو العام 5000 قبل الميلاد، وهي اللغات التي عرّفها صراحة باعتبارها جزءًا من الثقافة الأوروبية القديمة، ومصطلح أوروبا القديمة هو مصطلح وضعته عالمة الآثار ماريا غيمبوتاس. لذا استمرّ رينفرو على رأيه القائل إن مصدر اللغات الهندو أوروبية الأصلي هو الأناضول في نحو العام 7000 قبل الميلاد.
لا تثبت عمليات إعادة بناء المجتمعات الهندو أوروبية البدائية من العصر البرونزي صحّة الفرع الأناضولي، وهي عمليات ترتكز على مفردات متعلّقة بأغراض مثل «العجلة». مع ذلك، ربما انفصلت المجتمعات الهندو أوروبية البدائية في مرحلة مبكرة، قبل اختراع العربات التي تسير باستخدام العجلات مثلًا.
وفق رينفرو (2004)، سارت عملية انتشار اللغات الهندو أوروبية وفق الخطوات التالية:
- نحو العام 6500 قبل الميلاد: انقسمت لغة الهنود الأوروبيين ما قبل البدائيين إلى مجموعتين، لغة الهنود الأوروبيين البدائيّين الأناضولية والقديمة، والأخيرة هي لغة المزارعين الهنود الأوروبيين ما قبل البدائيين الذين هاجروا إلى أوروبا في فترة انتشار الزراعة الأولى. برزت اللغات الهندو أوروبية البدائية القديمة في البلقان (حضارة ستارتشيفو-كوروش) ووادي الدانوب (ثقافة الفخاريّات الخطية)، وربما في منطقة باغ دنيستر (ثقافة الفخاريات الخطية الشرقية).
- نحو العام 5000 قبل الميلاد: انقسمت اللغة الهندو أوروبية البدائية القديمة إلى هندو أوروبية شمالية غربية (سلف اللغات الإيطاليقية والكلتية والجرمانية) في وادي الدانوب، والهندو أوروبية البدائية البلقانية (المتوافقة مع ثقافة أوروبا القديمة وفق غيمبوتاس) والهندو أوروبية البدائية المبكرة في السهوب (سلف اللغات التخارية)

يكمن مصدر القوة الرئيس الذي تمتاز به فرضية الزراعة في ربطها بين انتشار اللغات الهندو أوروبية وانتشار الزراعة، والأخير هو حدثٌ تعرّف عليه علماء الآثار سابقًا، وغالبًا ما يعتقدون أنه أدى إلى حركات انتقال سكانية بارزة.